# 캄필로그나토이데스
캄필로그나토이데스(Campylognathoides)는 꼬리가 길며 끝에는 수직 날개가 붙어 있는 공룡이다. 라틴어로 "창과 같은 턱"이라는 뜻을 가진 이 익룡은 트라이아스기 후기에 등장했고, 머리는 작지만 눔은 크고, 이빨도 길지 않은 편이였다. 하지만 이빨이 날카로워서 수면 위를 날다가 올라온 물고기를 잡아먹기에 딱 좋았다. 최대 크기는 2m였다.